# Kriegsdenkmünze der Hanseatischen Legion
Die Kriegsdenkmünze der Hanseatischen Legion, auch Hanseatische Ehrenmedaille, wurde durch Ratsbeschlüsse der Senate der drei Hansestädte am 9. März 1815 (Hamburg), am 31. März 1815 (Bremen) und am 7. Juni 1815 (Lübeck) gestiftet. Sie konnte allen Teilnehmern der Hanseatischen Legion und der Bürgergarde verliehen werden, die während der Befreiungskriege 1813/14 im Felde gestanden haben.
Die silberne runde Medaille zeigt die drei Wappenschilde der Hansestädte Bremen, Lübeck und Hamburg (von links nach rechts). Hinter dem mittleren Wappenschild ragt der Stamm einer Eiche hervor und das Geäst mit seinen Blättern umgibt die Wappenschilde. Darüber im halbrund GOTT WAR MIT UNS. Rückseitig die siebenzeilige Inschrift DEM VATER= LÆNDISCHEN KAMPFE 1813. 1814. ZUM ANDENKEN. Darunter ist noch ein kleines Malteserkreuz zu sehen. Umlaufend finden sich die Worte HANSEATISCHE LEGION. LÜBECK. BREMEN. HAMBURG. 
Getragen wurde die Auszeichnung an einem breiten weiß-rot gestreiften Band und allein vom Hamburger Rat an über 3300 Kriegsteilnehmer verliehen:
- 0006 an den Brigadestab
- 0990 an das l. Infanterie-Bataillon
- 0748 an die Kavallerie
- 0080 an die reitende Artillerie
- 0105 an die Fußartillerie
- 0784 an die Hanseatische Bürgergarde
- 0512 an die Bürgergarde von 1813
- 0080 an fremde Offiziere
- 3305 gesamt